# Сблъсък на пистата на летище Линате през 2001 г.
Сблъсъкът на пистата на летище Линате през 2001 г. се случва, когато пътнически самолет „Макдонъл Дъглас MD-87“ при полет 933 на „Скандинейвиън Еърлайнс Систем“ се сблъсква с друг частен самолет „Чесна Ситейшън CJ2“ на летище Линате, Милано, Италия. Катастрофата се случва в гъста мъгла, докато самолетът, който изпълнява полет 933, излита от писта 36R, но пътят му е пресечен от по-малкия частен самолет. Ударът и пожарът, който произтича, убива всички 104 пътници и 6 членове на екипажа на самолета на „Скандинавиан Еърлайнс Систем“, всички 2 пътници и 2 членове на екипажа на по-малката летателна машина, както и още 4 души на земята в хангар за багаж, разположен близо до пистата, където създадената инерция изпраща MD-87. Други 4 души в хангара са ранени вследствие на инцидента.
Инцидентът се случва по-малко от месец след атентатите от 11 септември и ден след началото на американската инвазия в Афганистан, но италианското правителство изключва терористична атака като причина. Инцидентът е разследван от Националната агенция за безопасност на полетите. Окончателният доклад е публикуван на 20 януари 2004 г. и той гласи, че сблъсъкът е причинен от няколко неработещи и несъответстващи системи за безопасност, стандарти и процедури на летището. Нито един от пилотите на по-малкия самолет не е сертифициран за кацане при видимост под 500 метра, но каца на летището един час преди бедствието с видимост, отчетена от контрола на въздушното движение от 100 метра.
През 2004 г. съдът в Милано признава четирима души за виновни за катастрофата. Впоследствие някои от присъдите са намалени, двама души са оправдани, а други трима получават присъди за непредумишлени убийства по небрежност.

### Национална агенция за безопасност на полетите
- Милано Линате, земен сблъсък архив от 2013-12-17 в „Уейбек Машин“
- Окончателен доклад на английски език, архив от 2011-07-21 в „Уейбек Машин“
- Окончателен доклад над италиански език, архив от 2011-07-21 в „Уейбек Машин“
- Препис на записващо устройство за глас в пилотската кабина архив от 2013-12-17 в „Уейбек Машин“

### „Скандинавиан Еърлайнс“
- Изявление относно злополуката
- Списък на пътниците и екипажа
- Паметна служба за жертвите в Милано

### Други
- Препис на гласовия запис на пилотската кабина и резюме на произшествието
- Описание на инцидента със самолета при полет 933 на „Скандинавиан Еърлайнс Систем“ в мрежата за авиационна безопасност
- Описание на инцидента със самолета „Чесна 525A“ в мрежата за авиационна безопасност
- Анализ на инцидент и преглед на окончателния доклад на ANSV от пилот на търговски самолет и капитан за обучение в „Ютюб“

|  | Тази страница частично или изцяло представлява превод на страницата 2001 Linate Airport runway collision в Уикипедия на английски. Оригиналният текст, както и този превод, са защитени от Лиценза „Криейтив Комънс – Признание – Споделяне на споделеното“, а за съдържание, създадено преди юни 2009 година – от Лиценза за свободна документация на ГНУ. Прегледайте историята на редакциите на оригиналната страница, както и на преводната страница, за да видите списъка на съавторите. ВАЖНО: Този шаблон се отнася единствено до авторските права върху съдържанието на статията. Добавянето му не отменя изискването да се посочват конкретни източници на твърденията, които да бъдат благонадеждни. |